# Стала Планка

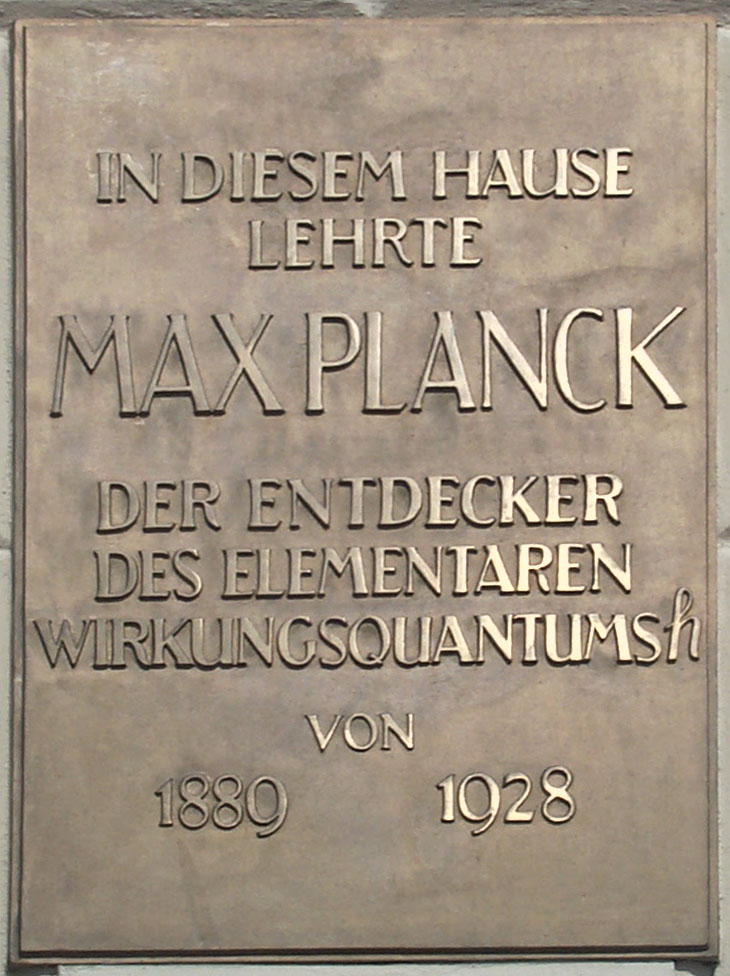
Пам'ятний знак Максові Планку на честь відкриття ним сталої Планка, на фасаді Гумбольдтівського університету, Берлін. Напис гласить: «В цій будівлі викладав Макс Планк, який винайшов елементарний квант дії h, з 1889 до 1928».

| Значення h  | Одиниці |
| ----------- | ------- |
| 6.626×10−34 | Дж·с    |
| 4.135×10−15 | еВ·с    |
| 6.626×10−27 | ерг·с   |
| Значення ħ  | Одиниці |
| 1.054×10−34 | Дж·с    |
| 6.582×10−16 | еВ·с    |
| 1.054×10−27 | ерг·с   |

Стала Планка — елементарний квант дії, фундаментальна фізична величина, яка відображає квантову природу Всесвіту. Загальний момент імпульсу фізичної системи може змінюватися тільки кратно величині сталої Планка. Як наслідок, у квантовій механіці фізичні величини виражаються через сталу Планка.
Стала Планка позначається латинською літерою h. Вона має розмірність енергії, помноженої на час.
Частіше використовується зведена стала Планка
{\displaystyle \hbar ={\frac {h}{2\pi }}}.
Крім того, що вона зручніша для використання в формулах квантової механіки, вона має особливе позначення, яке ні з чим не сплутаєш.

## Числове значення
Фундаментальна фізична стала Планка позначається літерою {\displaystyle h} і в Міжнародній системі одиниць SI її визначено в резолюції Генеральної конференції мір і ваг:
| h = 6.62607015×10−34 Дж⋅с = кг⋅м2⋅с−1. |

## Фізична суть
Історично стала Планка була запроваджена як коефіцієнт пропорційності між енергією кванта та частотою електромагнітної хвилі:
{\displaystyle E=h\nu =\hbar \omega },
де {\displaystyle E} — енергія, {\displaystyle \nu } — лінійна, а {\displaystyle \omega } — циклічна частота. Це співвідношення справедливе для будь-якого тіла в квантовій механіці — будь-яка квантова система описується хвилею, частота якої визначається енергією системи.
Аналогічно, імпульс пропорційний хвильовому вектору із тим же коефіцієнтом пропорційності:
{\displaystyle \mathbf {p} =\hbar \mathbf {k} }
{\displaystyle p=\hbar k={\frac {h}{\lambda }}},
де {\displaystyle \mathbf {p} } — імпульс, {\displaystyle p} — його модуль, {\displaystyle \mathbf {k} } — хвильовий вектор, {\displaystyle \lambda } — довжина хвилі.
Оператор імпульсу в квантовій механіці визначається як {\displaystyle {\hat {\mathbf {p} }}=-i\hbar \nabla }, і через нього стала Планка входить в оператор енергії — гамільтоніан.
Стала Планка має розмірність дії, тобто ту ж розмірність, що й момент імпульсу, тому вона є природною одиницею вимірювання моменту імпульсу в квантовій механіці. Завдяки квантуванню проєкція орбітального моменту на вибрану вісь може приймати тільки цілі значення сталих Планка, а проєкція спіну — цілі або напівцілі.

### Принцип невизначеності
Стала Планка фігурує в формулюванні принципу невизначеності Гейзенберга, яким квантова механіка суттєво відрізняється від класичної. Добуток невизначеності координати та імпульсу частинки повинен принаймні перевищувати половину зведеної сталої Планка:
{\displaystyle \delta x\cdot \delta p_{x}\geq {\frac {\hbar }{2}}}.
Якщо в класичній фізиці для характеристики частинки потрібно знати її положення та швидкість, то для характеристики частинки в квантовій механіці потрібно знати її хвильову функцію. Хвильова функція містить повну інформацію про частинку, але неможливо побудувати її так, щоб вона одночасно точно визначала положення і швидкість частинки.

### Мірило квантовості
Порівняння характерної для даної фізичної системи величини з розмірністю дії часто виступає мірилом квантовості системи і визначає те, чи можна застосовувати класичний підхід. Наприклад, якщо момент кількості руху тіла набагато перевищує значення {\displaystyle \hbar }, то його обертання не потребує квантового розгляду. При виведенні квазікласичного наближення застосовується теорія збурень із розкладом по {\displaystyle \hbar }.

## Вимірювання
Перші вимірювання значення сталої Планка проводилися на основі аналізу спектру абсолютно чорного тіла та експериментів з фотоефекту. Однак, оскільки стала Планка є фундаментальною константою, то її значення впливає на багато інших фізичних величин, а тому вона потребує визначення із якомога найбільшою точністю. 
До 2019 року Комітет з даних для науки і техніки рекомендував використовувати значення, отримане усередненням виміряних за допомогою кількох різних методик:
| Метод | Значення h (10−34 Дж·с) | Відносна похибка | Посилання          |
| --- | ----------------------- | ---------------- | ------------------ |
| Ватові терези | 6.62606889(23)          | 3.4× 10−8        | [ 8 ] [ 9 ] [ 10 ] |
| Розсіяння рентгенівських променів | 6.6260745(19)           | 2.9× 10−7        | [ 11 ]             |
| Стала Джозефсона | 6.6260678(27)           | 4.1× 10−7        | [ 12 ] [ 13 ]      |
| Магнітний резонанс | 6.6260724(57)           | 8.6× 10−7        | [ 14 ] [ 15 ]      |
| Стала Фарадея | 6.6260657(88)           | 1.3× 10−6        | [ 16 ]             |
| CODATA 2010 Рекомендоване значення | 6.62606957(29)          | 4.4× 10−8        | [ 17 ]             |
| 9 сучасних вимірювань сталої Планка проводилися 5-ма різними методами. Там, де один метод застосовувався кілька разів, наведене значення h є усередненням, проведеним CODATA. |                         |                  |                    |

У 2019 році кілограм був визначений через сталу Планка, відповідно, її значення тепер зафіксоване, і становить 6,62607015×10−34 кг·м²/с. Подальше збільшення точності вимірювання буде впливати на значення маси самого кілограму, а не на його співвідношення зі сталою Планка. Виміри для еталону кілограма базуються на найточнішому на 2019 рік способі вимірювання: ватові терези (або ваги Кіббла)..

## Історія
Макс Планк ввів свою сталу для пояснення спектру випромінювання абсолютно чорного тіла, припустивши, що тіло випромінює електромагнітні хвилі порціями (квантами) з енергією, пропорційною частоті ({\displaystyle h\nu }). У 1905 році Ейнштейн використав це припущення для того, щоб пояснити явище фотоефекту, постулювавши, що електромагнітні хвилі поглинаються порціями з енергією пропорційною частоті. Так зародилася квантова механіка, в справедливості якої обидва лауреати Нобелівської премії сумнівалися все життя.

## Виноски
1. ↑  https://www.bipm.org/utils/common/pdf/CGPM-2018/26th-CGPM-Resolutions.pdf
2. ↑  SI A concise summary of the International System of Units, SI — 2019.
3. ↑  Unicode 13.0 — Консорціум Юнікоду, 2020.
4. ↑  https://html.spec.whatwg.org/multipage/named-characters.html
5. 1 2 3  https://html.spec.whatwg.org/multipage/syntax.html#character-references
6. ↑  https://www.unicode.org/Public/UCD/latest/ucd/NamesList.txt
7. ↑  Weule, Genelle (16 листопада 2018). If you thought a kilogram weighed a kilogram, you were wrong (and the definition is about to change). ABC News (en-AU) . Процитовано 16 листопада 2018.
8. ↑  Kibble, B P; Robinson, I A; Belliss, J H (1990), A Realization of the SI Watt by the NPL Moving-coil Balance, Metrologia, 27 (4): 173—92, Bibcode:1990Metro..27..173K, doi:10.1088/0026-1394/27/4/002
9. ↑  Steiner, R.; Newell, D.; Williams, E. (2005), Details of the 1998 Watt Balance Experiment Determining the Planck Constant (PDF), Journal of Research, National Institute of Standards and Technology, 110 (1): 1—26, архів оригіналу (PDF) за 18 жовтня 2011, процитовано 6 червня 2013 [Архівовано 2011-10-18 у Wayback Machine.]
10. ↑  Steiner, Richard L.; Williams, Edwin R.; Liu, Ruimin; Newell, David B. (2007), Uncertainty Improvements of the NIST Electronic Kilogram, IEEE Transactions on Instrumentation and Measurement, 56 (2): 592—96, doi:10.1109/TIM.2007.890590
11. ↑  Fujii, K.; Waseda, A.; Kuramoto, N.; Mizushima, S.; Becker, P.; Bettin, H.; Nicolaus, A.; Kuetgens, U.; Valkiers, S. (2005), Present state of the avogadro constant determination from silicon crystals with natural isotopic compositions, IEEE Transactions on Instrumentation and Measurement, 54 (2): 854—59, doi:10.1109/TIM.2004.843101
12. ↑  Sienknecht, Volkmar; Funck, Torsten (1985), Determination of the SI Volt at the PTB, IEEE Trans. Instrum. Meas., 34 (2): 195—98, doi:10.1109/TIM.1985.4315300. Sienknecht, V; Funck, T (1986), Realization of the SI Unit Volt by Means of a Voltage Balance, Metrologia(інші мови), 22 (3): 209—12, Bibcode:1986Metro..22..209S, doi:10.1088/0026-1394/22/3/018. Funck, T.; Sienknecht, V. (1991), Determination of the volt with the improved PTB voltage balance, IEEE Transactions on Instrumentation and Measurement, 40 (2): 158—61, doi:10.1109/TIM.1990.1032905
13. ↑  Clothier, W. K.; Sloggett, G. J.; Bairnsfather, H.; Currey,  M. F.; Benjamin, D. J. (1989), A Determination of the Volt, Metrologia, 26 (1): 9—46, Bibcode:1989Metro..26....9C, doi:10.1088/0026-1394/26/1/003
14. ↑  Kibble, B P; Hunt, G J (1979), A Measurement of the Gyromagnetic Ratio of the Proton in a Strong Magnetic Field, Metrologia, 15 (1): 5—30, Bibcode:1979Metro..15....5K, doi:10.1088/0026-1394/15/1/002
15. ↑  Liu Ruimin; Liu Hengji; Jin Tiruo; Lu Zhirong;Du Xianhe; Xue Shouqing; Kong Jingwen; Yu Baijiang;Zhou Xianan; Liu Tiebin; Zhang Wei (1995), A Recent Determination for the SI Values of γ′p and 2e/h at NIM, Acta Metrologica Sinica, 16 (3): 161—68, архів оригіналу за 8 лютого 2021, процитовано 29 січня 2021 [Архівовано 2021-02-08 у Wayback Machine.]
16. ↑  Bower, V. E.; Davis, R. S. (1980), The Electrochemical Equivalent of Pure Silver: A Value of the Faraday Constant, Journal of Research, National Bureau Standards, 85 (3): 175—91
17. ↑  CODATA Recommended Values of the Fundamental Physical Constants: 2010(англ.)
18. ↑  New definition of the kilogram comes into force(англ.)